# フィリップ・スナイマン
フィリップ・スナイマン（Philip Snyman、1987年3月26日 - ）は、南アフリカ共和国のラグビー指導者。現在7人制南アフリカ共和国代表のヘッドコーチを務める。

## プロフィール
- 南アフリカ・ブルームフォンテーン出身。
- ポジションはウィング(WTB)、センター(CTB)。
- 身長 188cm、体重 98kg
- リオ五輪の7人制南アフリカ代表に選ばれ[1]銅メダル獲得。

## 略歴
フリーステイト・チーターズ、グリフォンズ、エマージング・チーターズを経て、2011年、チーターズに加入。
2019年、現役を引退した。
2022年、7人制南アフリカ共和国代表のヘッドコーチに就任。2024年、2024パリ五輪の7人制南アフリカ共和国代表ヘッドコーチとして銅メダル獲得に貢献。